# Bombycidae

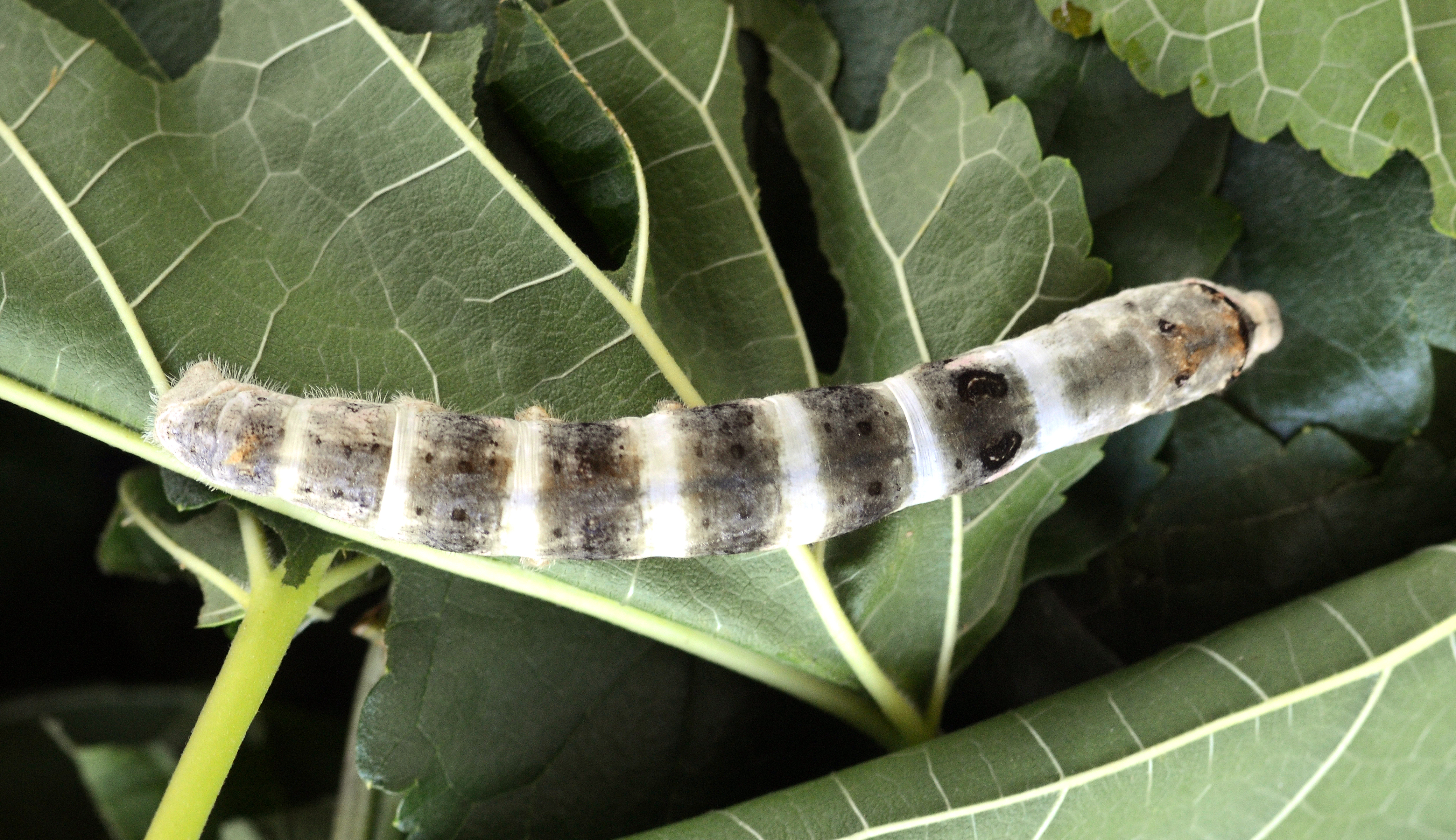
Bombyx mori, gusano de la seda.

Bombycidae es una familia de lepidópteros glosados  del clado Ditrysia. Incluye el gusano de seda (Bombyx mori) que se cría desde hace milenios para obtener la seda.

## Características
Tienen el tórax y abdomen abultados y peludos; la cabeza suele ser de tamaño reducido. Tienen la espiritrompa atrofiada. Los machos normalmente son más pequeños que las hembras, y poseen antenas pectinadas con aspecto plumoso.

## Historia natural

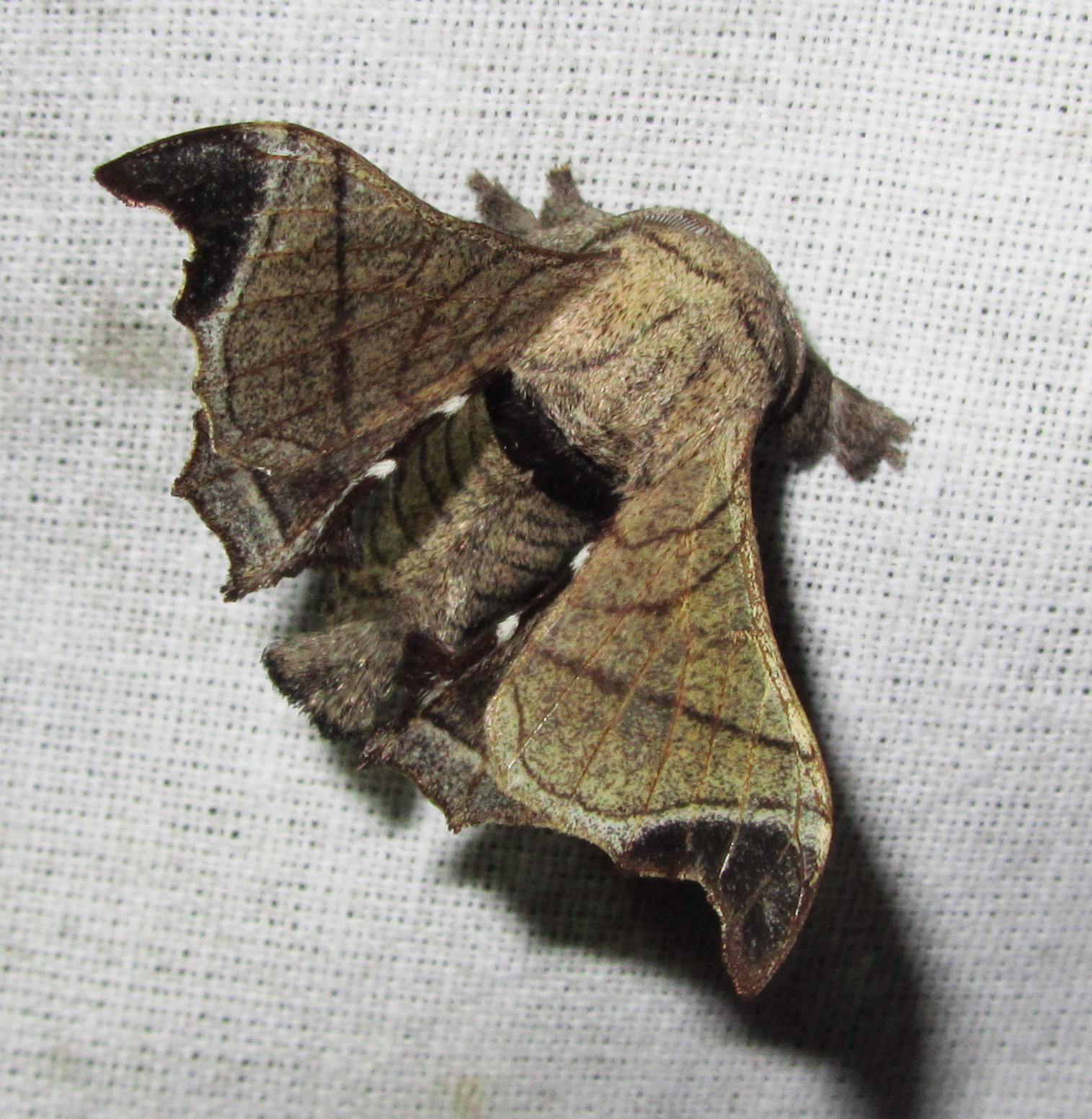
Bombyx huttoni

Las especies que componen esta familia son por lo general de hábitos nocturnos. Las larvas tejen capullos con seda de diferentes calidades.
Bombyx mori (el gusano de la seda) y Bombyx mandarina (la especie silvestre del gusano de seda y de la cual el mismo proviene) son las especies más conocidas de la familia y las únicas presentes en Europa. El origen de Bombyx mori es asiático (China), de donde fue importada para su cría en la industria de la sericultura.

## Géneros
Los géneros como Apatelodes, Olceclostera están en los Apatelodidae, si se consideran válidos. Ephoria puede ser un sinónimo de Epholca (Geometridae: Ennominae: Ourapterygini); y Epia puede ser uno de Hadena (Noctuidae: Hadeninae: Hadenini).
Géneros en Natural Museum
- Agriochlora Warren, 1901
- Andraca Walker, 1865
- Anthocroca Butler, 1878
- Anticla Walker, 1855
- Apatelodes Packard, 1864
- Aristhala Moore, 1878
- Arotros Schaus, 1892
- Astasia Harris, 1841
- Aza Walker, 1865
- Bivinculata Dierl, 1978
- Bombix Mabille, 1884
- Bombycites Latreille, 1817
- Bombyx Linnaeus, 1758
- Carnotena Walker, 1865
- Ceratophora Guenée, 1858
- Chazena Walker, 1869
- Cheneya Schaus, 1929
- Clenera West, 1932
- Clenora Swinhoe, 1899
- Colabata Walker, 1856
- Colla Walker, 1865
- Compsa Walker, 1862
- Dalailama Staudinger, 1896
- Deilelamia Pagenstecker, 1909
- Diversosexus Bethune-Baker, 1904
- Dorisia Möschler, 1883
- Drepatelodes Draudt, 1929
- Ectrocta Hampson, 1893
- Elachyophtalma Felder, 1861
- Ephoria Herrich-Schäffer, 1855
- Epia Hübner, 1820
- Ernolatia Walker, 1862
- Euphranor Oberthür, 1880
- Falcatelodes Draudt, 1929
- Gnathocinara Dierl, 1978
- Gunda Walker, 1862
- Hanisa Moore, 1879
- Hygrochroa Hübner, 1823
- Laganda Walker, 1865
- Mesotages Felder, 1874
- Microplastis Felder, 1874
- Minyas Savigny, 1816
- Moeschleria Saalmüller, 1890
- Mustilia Walker, 1865
- Mustilizans Yang, 1995
- Naprepa Walker, 1855
- Norasuma Moore, 1872
- Oberthueria Staudinger, 1892
- Staudinger
- Ocinara Walker, 1856
- Olceclostera Butler, 1878
- Orgyopsis Felder, 1874
- Penicillifera Dierl, 1978
- Phiditia Möschler, 1883
- Prismosticta Butler, 1880
- Prothysana Walker, 1855
- Pseudandraca Miyata, 1970
- Pseudoeupterote Shiraki, 1911
- Quentalia Schaus, 1929
- Rolepa Walker, 1855
- Rondotia Moore, 1885
- Sorocaba Moore, 1882
- Spanochroa Felder, 1874
- Tamphana Schaus, 1892
- Tarchon Druce, 1887
- Tepilia Walker, 1855
- Thelosia Schaus, 1896
- Theophila Moore, 1862
- Theophoba Mell, 1958
- Thyrioclostera Draudt, 1929
- Trilocha Moore, 1860
- Triuncina Dierl, 1978
- Vinculinula Dierl, 1978
- Zanola Walker, 1855
- Zolessia